# Кёльнский бульвар
Кёльнский бульвар (укр. Кельнський бульвар) — бульвар в центре Днепра, проходит между проспектом Дмитрия Яворницкого и улицей Тараса Шевченко. По бульвару проходит граница между Шевченковским и Соборным районами города. Создан в 2004 году, путём отделения от улицы Исполкомовской.

## История
Бульвар, в виде улицы Заводской, существовал уже в первой половине XIX века. Именно тогда здесь открывают здание городской управы, открывается пожарная часть. Улица стала называться Управской. В 1870-х напротив части построили двухэтажный дом, который сохранился и сегодня. Сейчас это старейшее здание на бульваре.
В 1899 году здание управы сносят, и уже в 1901 открывают новое, по проекту архитектора Дмитрия Скоробогатова. В 1923 году улица переименована в Исполкомовскую.

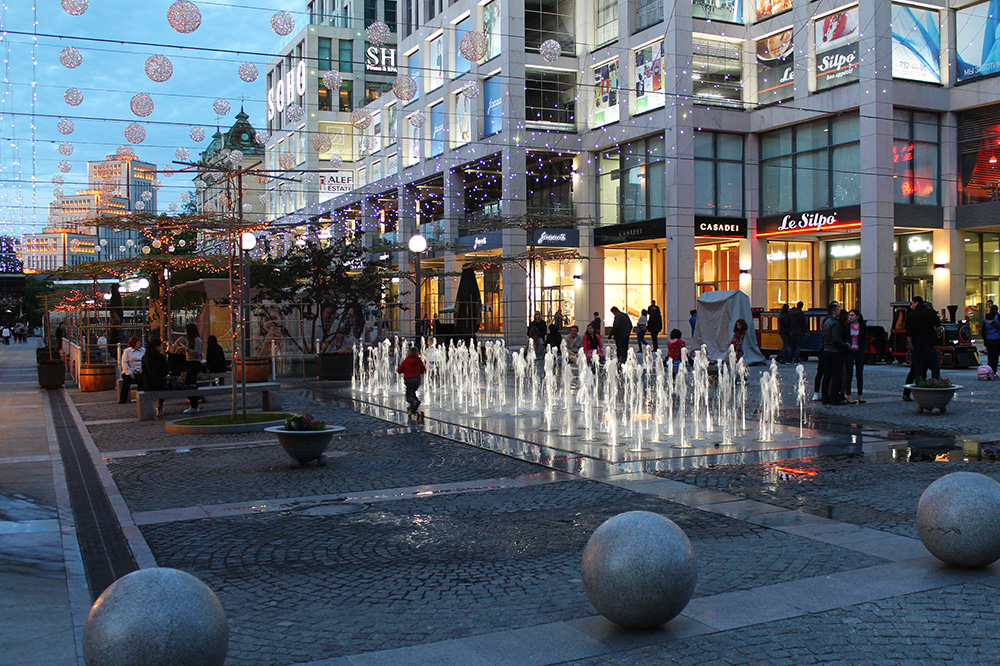
Кёльнский бульвар вечером

В начале 2000-х из улицы Исполкомовской, выделяют бульвар, который назвали Екатеринославский. Торжественное открытие состоялось в сентябре 2004 на День города.
20 декабря 2023 года бульвар был переименован в честь города-побратима Днепра Кёльна

## Описание
Сразу после открытия бульвар полюбился днепрянам и стал одним из излюбленных мест отдыха.
Вдоль бульвара расположены кафе и рестораны, а также известные в городе центры — «Босфор» и «Каскад Плаза». В 2014 году на бульваре установили систему уличного охлаждения воздуха.
В 2012 году на бульваре появился памятник днепропетровскому бизнесмену и меценату Геннадию Аксельроду, который был убит в том же году.
В конце 2018 года был опубликован проект достройки бульвара компанией «Alef Estate».

## Объекты
- Бизнес-центр «Босфор»
- Многофункциональный комплекс «Cascade Plaza»